# Benjamin Tasker Jr.
Benjamin Tasker Jr., född 14 februari 1720 i Annapolis, död 17 oktober 1760, var en hästuppfödare, militär och politiker i Brittiska Nordamerika. Han var son till koloniguvernören Benjamin Tasker.
Tasker var verksam som marinofficer i Annapolis mellan 1743 och 1755. Han var stadens borgmästare 1754–1755. Ryktbar blev han tack vare den engelska ston Selima som var obesegrad i hästkapplöpningar säsongen 1752, den enda säsongen som hon tävlade. Galopptävlingen Selima Stakes inleddes år 1926 till minne av Taskers häst.